# مگافون

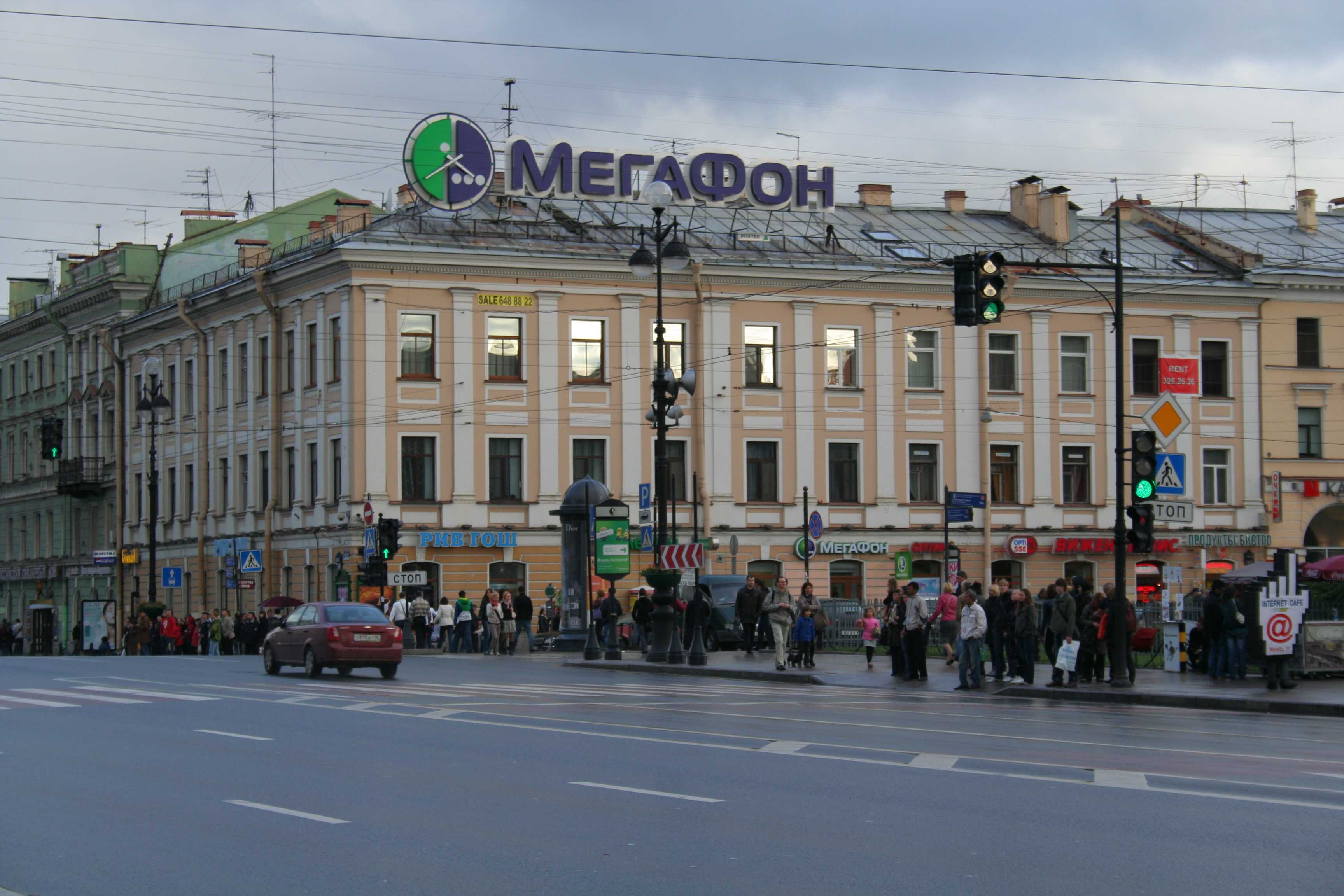
ساختمان اداری مگافون در سن پترزبورگ

مگافون (به روسی: МегаФон) شرکت مخابرات روس است، که در زمینه ارائه خدمات خطوط تلفن ثابت، شبکه تلفن همراه، اینترنت و پهنای باند فعالیت می‌کند.
شرکت مگافون در سال ۲۰۰۲ از سرمایه‌گذاری گروه آلفا و علی‌شیر عثمانف و با مشارکت شرکت‌های مخابراتی تلیاسونرا و تله‌نور راه‌اندازی شد. مگافون در حال حاضر دومین شرکت بزرگ مخابراتی در کشور روسیه می‌باشد.
دفتر مرکزی این شرکت در شهر مسکو قرار دارد و بخشی از سهام آن در بازارهای بورس لندن و بورس مسکو مبادله می‌شود.